# アナスタシヤ・トルベツカヤ
アナスタシヤ・イヴァノヴナ・トルベツカヤ（ロシア語: Анастасия Ивановна Трубецкая、1700年10月14日 - 1755年11月27日）は、ロシアの貴族女性である。モルダヴィア公妃、のちにヘッセン＝ホンブルク方伯世子妃となった。

## 生涯
アナスタシヤ・イヴァノヴナ・トルベツカヤは、1700年10月14日にイヴァン・ユーリエヴィチ・トルベツコイ公とイリーナ・グリゴリエヴナ・ナルィシュキナの娘として生まれた。
彼女は2度結婚している。最初の夫はモルダヴィア公ディミトリエ・カンテミールであり、アナスタシヤは彼の2番目の妻であった。彼らにはエカテリーナ・ドミトリエヴナ・ゴリツィナという娘が生まれた。
1738年2月3日、アナスタシヤはヘッセン＝ホンブルク方伯世子ルートヴィヒ・グルーノと再婚した。この結婚では子供は生まれなかった。
アナスタシヤは1755年11月27日に55歳でサンクトペテルブルクで死去した。彼女の遺体はアレクサンドル・ネフスキー大修道院の受胎告知教会に埋葬された。

## 家族
- 父: イヴァン・ユーリエヴィチ・トルベツコイ公
- 母: イリーナ・グリゴリエヴナ・ナルィシュキナ
- 最初の夫: ディミトリエ・カンテミール（モルダヴィア公）
  - 娘: エカテリーナ・ドミトリエヴナ・ゴリツィナ
- 2番目の夫: ルートヴィヒ・グルーノ（ヘッセン＝ホンブルク方伯世子）

## 参考資料
- Anastasiya Trubetskaya - Wikipedia (English)
- Princess Anastasia Trubetskaya - Royalpedia
- Anastasia Ivanovna Trubetskaya - Wikidata
- Ludwig Gruno, Hereditary Prince of Hesse-Homburg - Royalpedia
- Princess Eleonora Borisovna Kantemir: books, biography, latest update - Amazon.com